# Alice D'Amato
Alice D'Amato (Gênova, 7 de fevereiro de 2003) é um ginasta artística italiana.

## Início da vida
D'Amato e sua irmã gêmea, Asia, nasceram em Gênova, Itália, em 7 de fevereiro de 2003. Ela e sua irmã começaram a ginástica aos 7 anos no Andrea Doria Sports Club em Gênova. Atualmente, elas treinam na Academia Internacional de Brixia em Brescia. Em dezembro de 2020, Alice e Asia receberam o prêmio de Atleta do Ano na região da Ligúria, na Itália.
Em setembro de 2022, seu pai Massimo faleceu após uma longa batalha contra o câncer.

## Carreira

### Júnior
D'Amato fez sua estreia internacional no Troféu Cidade de Jesolo de 2015 como parte da equipe Young Dreams da Itália ao lado de sua irmã gêmea Asia e Giorgia Villa. D'Amato se machucou durante a maior parte de 2016, mas competiu no Campeonato Italiano de Eventos, onde ficou em primeiro lugar nas barras assimétricas.
Em 2017, D'Amato competiu no Campeonato Mediterrâneo Júnior, onde ganhou prata no geral atrás de Elisa Iorio, e ganhou ouro na final por equipes. Mais tarde, ela competiu no Campeonato Nacional Italiano, onde ficou em terceiro lugar no geral e na trave de equilíbrio. Mais tarde, ela competiu no Festival Olímpico Europeu da Juventude de 2017 ao lado de Elisa Iorio e Asia D'Amato. Lá, ela ajudou a Itália a ganhar prata atrás da Rússia. Individualmente, ela se classificou para a final das barras assimétricas, mas foi retirada da final para que seu companheiro de equipe Iorio, que mais tarde ganharia o ouro, pudesse competir.
D'Amato competiu no Campeonato Italiano de 2018, onde ganhou a prata nas barras assimétricas. Em agosto, D'Amato competiu no Campeonato Europeu de 2018 ao lado de Asia D'Amato, Alessia Federici, Elisa Iorio e Giorgia Villa, onde a Itália ganhou o ouro por equipe.

### Sênior
Em abril, D'Amato foi oficialmente nomeada para a equipe para competir no Campeonato Europeu de 2019 ao lado de Giorgia Villa, Elisa Iorio e Asia D'Amato. Lá, ela se classificou para a final geral e para a final das barras assimétricas. Durante a final geral, D'Amato terminou em quarto lugar após cair da trave de equilíbrio atrás de Mélanie de Jesus dos Santos da França, Ellie Downie da Grã-Bretanha e Angelina Melnikova da Rússia. No dia seguinte, ela ganhou a medalha de bronze nas barras assimétricas atrás das russas Anastasia Ilyankova e Melnikova. Ao fazer isso, D'Amato se tornou a primeira italiana a ganhar uma medalha do Campeonato Europeu no aparelho.
Nos Jogos Olímpicos de 2024, D'Amato ajudou a Itália a se classificar para a final da equipe em segundo lugar. Individualmente, ela se classificou para as finais do evento geral, barras assimétricas, trave de equilíbrio e exercícios de solo; na qualificação para quatro finais individuais, D'Amato empatou com Simone Biles e Rebeca Andrade como a ginasta que se classificou para o maior número de finais individuais. Durante a final da equipe, D'Amato contribuiu com pontuações em todos os quatro eventos para o segundo lugar da Itália, empatando com a melhor colocação da equipe olímpica da Itália. A última vez que as mulheres italianas ganharam uma medalha olímpica por equipe foi 96 anos antes, nos Jogos Olímpicos de 1928. D'Amato terminou em quarto lugar na final geral, apenas 0,132 pontos atrás da medalhista de bronze Sunisa Lee. Ao terminar em quarto lugar, D'Amato se tornou a ginasta italiana com melhor colocação em uma final olímpica geral, superando Vanessa Ferrari, que terminou em oitavo em 2012.
No segundo dia das finais do evento de aparelhos individuais, D'Amato terminou em quinto lugar nas barras assimétricas. No último dia de competição, ganhou o ouro na trave de equilíbrio com uma pontuação de 14.366 pontos. Ao ganhar esta medalha de ouro, ela se tornou a primeira ginasta artística italiana a se tornar campeã olímpica.